# De Alchemist: De geheimen van de onsterfelijke Nicolas Flamel

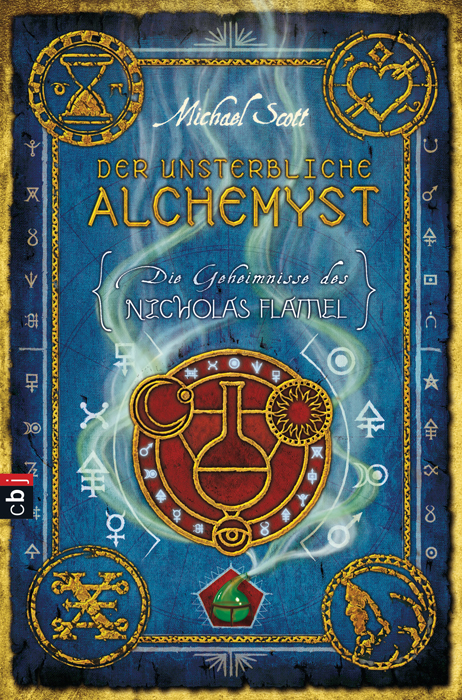
Boekomslag van de Duitse editie

De Alchemist: De geheimen van de onsterfelijke Nicolas Flamel (Engels: The Alchemyst: The Secrets of the Immortal Nicholas Flamel) is het eerste boek in de zesdelige fantasy/avonturenserie De geheimen van de onsterfelijke Nicolas Flamel van de Ierse schrijver Michael Scott. Het Engelse origineel van dit eerste deel is gepubliceerd in mei 2007. Het boek werd tot dusver in twintig talen gedrukt en de vertaalrechten zijn verkocht naar 37 landen. De Nederlandse vertaling is van de hand van Henny van Gulik en verscheen in januari 2008.
Het boek begint, net zoals de vervolgdelen, met een fragment uit het dagboek van de alchemist Nicolas Flamel. Het boek zelf is onderverdeeld in verschillende dagen, waarin de gebeurtenissen zich afspelen, onder meer op donderdag 31 mei en vrijdag 1 juni. Het verhaal speelt zich af in Amerika, onder meer in San Francisco.
De filmrechten van de hele boekenreeks werden in 2012 gekocht door AMPCO Films (Adelaide Motion Picture Company) uit Australië.

## Het verhaal
Het verhaal begint met Sophie Newman die naar een vriendin belt vanuit haar werkplaats. Ze heeft een broer met een baan in de boekwinkel tegenover The Coffee Cup waar zij werkt. De eigenaars van de winkel zijn Perry Fleming en Nick Fleming. Plots merkt ze dat er een vreemde bende de winkel binnenstapt. Ze ziet grote mannen in donkere jassen en een tengere man eveneens in donkere kledij. Hij heeft een sikje en een paardenstaart. Hoewel ze aan de overkant achter het venster staat van het theehuis, heeft ze het gevoel dat hij haar recht aankijkt. Josh Newman staat in de kelder als de mannen binnenkomen. Hij ruikt de geur van rotte eieren en pepermunt in de lucht. Als hij uit de kelder komt, ziet hij Nick Fleming magie uitoefenen, en dan weet hij dat zijn leven er nooit meer hetzelfde zal uitzien.
Er volgt een gevecht tussen de heer met het sikje (Dr. Dee) en Nick Fleming. Josh ziet dit alles en is er getuige van dat magie gebruikt wordt. Er is een reeks ontploffingen te horen. Sophie gaat kijken waar de stank vandaan komt. Ze hoort explosies in de boekwinkel. Perry Fleming komt het cafeetje binnen. Sophie meldt aan Perry dat er een stank van rotte eieren in de omgeving was. Perry is op haar hoede en snelt naar de boekwinkel. Sophie beseft dat er iets niet pluis is en rept zich achter Perry aan. Perry zegt dat ze vermoedt dat de mannen golems zijn. Dan is er een gevecht tussen Perry en Dee. Josh en Nick zijn ontsnapt via een geheime gang. Ze zien dat Sophie en Perry binnengaan en gaan hen achterna. Er volgt weer een gevecht. Perry wordt gekidnapt.
Nick Fleming wil de tweeling beschermen tegen Dr. Dee. Hij gaat met hen naar Scáthach, een Aloude van de volgende generatie. De tweeling komt meer te weten over de wereld van de magie. Ze vernemen dat legenden en mythen een bron van feiten zijn. De ratten en kraaien die hen achtervolgden waren in werkelijkheid spionnen van Dr. Dee. Hij was het die hen liet aanvallen. De tweeling, Nicolas Flamel en Scáthach vluchten naar Hekate. Hekate is een Aloude van de eerste generatie. Zij zou de krachten van de tweeling opwekken. Het blijkt dat de tweeling de tweeling is waarover Abraham in zijn codex heeft geschreven. Ze hebben alle twee zuivere aura's. Dat komt zelden voor. Sophie heeft een zilveren aura en Josh een gouden.
Op de weg naar Hekate worden ze aangevallen door een bende kraaien die onder de invloed zijn van de Morrigan. Ze komen er goed vanaf en ze treden het schaduwrijk van Hekate binnen. Na veel aandringen heeft Hekate Sophies krachten opgewekt. Net als ze klaar is, vallen Dr Dee, Bastet en de Morrigan haar schaduwrijk binnen, met duizenden katten en kraaien. De monsters uit Hekates schaduwrijk zijn erop voorzien, evenals Nicolas Flamel en Scáthach. Er volgt een gevecht. De wereldboom waarin en waarvan Hekate leefde sterft ook, met haar dood als gevolg.
Perenelle Flamel had hen voor de aanval gewaarschuwd door een geest te sturen. De locatie van Perenelle is nu ook bekend. Ze zit in de kelder van een toren in San Francisco. Nicolas Flamel, de tweeling en Scáthach vluchten naar het zuiden en zoeken onderdak bij de oma van Scáthatch, de heks van Endor. Zij zal Sophie de luchtmagie leren. Josh is een beetje jaloers.
Eenmaal dat ze bij de heks van Endor zijn, wordt Josh even weggestuurd omdat hij nog de enige mens is van de bende. Hij gaat naar het park. Daar komt hij Dr. Dee tegen. Er volgt een gesprek over Nicolas Flamel en zijn krachten, en Dr. Dee probeert Josh aan zijn kant te krijgen. Josh verraadt ongewild de locatie van Nicolas Flamel.
Er komt een mist op. In die mist doemen duizenden skeletten en mummies op die door Dr. Dee worden beheerst. Ze vallen de bende aan. Sophie gebruikt haar krachten. Maar het volstaat niet. Als ze een schreeuw slaakt, ontwaakt Josh uit zijn trance. Hij rijdt de auto waarmee ze gekomen zijn in de vernieling door skeletten en mummies omver te rijden die zijn zus aanvallen. Ze vluchten weer het huisje in van de heks van Endor. Daar nemen ze een bepaalde poort (Leypoort) naar Parijs.
Het boek eindigt met een toelichting van de schrijver.

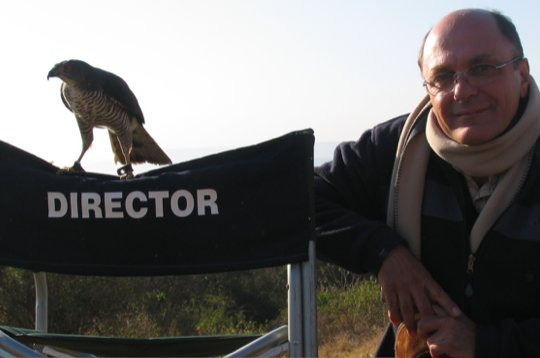
Mario Andreacchio heeft de filmrechten gekocht

## Film
Oorspronkelijk had Mark Burnett de filmrechten voor New Line Cinema gekocht; Eric Bress was ingehuurd om het script te schrijven. Ook Toby Emerich en Mark Ordesky hadden de reeks in optie. In 2009 werd aangekondigd dat de filmrechten op Lorenzo di Bonaventura waren overgegaan.
Op 20 juni 2012 werd bekend dat AMPCO Films uit Australië de filmrechten had gekocht. Het script zou Michael Scott zelf schrijven en de productie zou in februari 2013 in Australië en Nieuw-Zeeland beginnen.

## Bron
- Scott, Michael (januari 2008). De Alchemist: De geheimen van de onsterfelijke Nicolas Flamel. Mynx, Amsterdam. ISBN 978-90-225-4861-5.